# Mootez Zaddem
Mootez Zaddem (arabisch معتز الزدام, DMG Muʿtazz az-Zaddām; * 5. Januar 2001 in Sousse) ist ein tunesischer Fußballspieler.

## Karriere

### Klub
Er startete seine Karriere in Jugend, der ES Sahel und kam von der dortigen U19 irgendwie nach Lettland, wo er ab März 2020 zum Valmiera FC wechselte. Diese verliehen ihn im September 2021 wieder zurück zur ES Sahel, wo er bis zum Ende der laufenden Saison verblieb. Nach seiner Rückkehr wechselte er ab August 2022 wieder zurück nach Tunesien, wo er seitdem für Espérance Tunis aufläuft.

### Nationalmannschaft
Seinen ersten bekannten Einsatz für die tunesischen A-Nationalmannschaft hatte er am 3. Dezember 2021, bei einer 0:2-Niederlage gegen Syrien, während der Gruppenphase des FIFA-Arabien-Pokal 2021. Hier wurde er in der 86. Minute für Ferjani Sassi eingewechselt. Danach bekam er nochmal im Viertelfinale gegen den Oman Einsatzzeit.